# Jean-François Stévenin
Jean-François Stévenin (n. 23 aprilie 1944, Lons-le-Saunier, Franche-Comté⁠(d), Franța – d. 27 iulie 2021, Neuilly-sur-Seine, Île-de-France, Franța) a fost un actor, regizor și scenarist francez.

## Biografie
Admirator al filmului, Jean-François Stévenin și-a scris teza despre economia industriei cinematografice în timpul studiilor sale la renumita școală de afaceri École des hautes études commerciales de Paris. A urmat un stagiu în Cuba, unde l-a cunoscut pe cineastul francez Alain Cavalier și l-a asistat la filmul său La Chamade. Mai târziu a avut ocazia să lucreze pentru Jacques Rivette și Peter Fleischmann în calitate de asistent de regie. În plus, s-a impus ca actor în roluri secundare mai mici, precum în Copilul sălbatic, Noaptea americană și Bani de buzunar.
Jean-François Stévenin este tatăl actorilor Sagamore Stévenin, Robinson Stévenin și Salomé Stévenin.
A absolvit HEC Paris în 1967.

## Filmografie selectivă

### Actor
- 1968 La Chamade regia Alain Cavalier
- 1970 Copilul sălbatic (L'Enfant sauvage), regia François Truffaut
- 1971 Out 1 : Noli me tangere regia Jacques Rivette
- 1972 O fată frumoasă ca mine (Une belle fille comme moi), regia François Truffaut
- 1973 Noaptea americană (La Nuit américaine), regia François Truffaut
- 1974 Si j'te cherche... j'me trouve de Roger Diamantis
- 1976 Bani de buzunar (L'Argent de poche), regia François Truffaut
- 1976 Barocco regia André Téchiné
- 1981 Câini de război (The Dogs of War), regia John Irvin
- 1981 Drumul spre victorie (Victory], regia John Huston
- 1981 Călușeii (Merry-Go-Round),regia Jacques Rivette
- 1982 Podul nordului (Le Pont du Nord), regia Jacques Rivette
- 1982 O cameră în oraș (Une chambre en ville), regia Jacques Demy
- 1982 Pasiune (Passion), regia Jean-Luc Godard
- 1984 Istoria noastră (Notre histoire), regia Bertrand Blier
- 1986 Ținută de seară (Tenue de soirée), regia Bertrand Blier
- 1988 Y'a bon les blancs (Come sono buoni i bianchi), de Marco Ferreri
- 1989 Les Maris, les Femmes, les Amants de Pascal Thomas
- 1997 Cocoșatul (Le Bossu), regia Philippe de Broca
- 1998 À vendre de Laetitia Masson
- 1999 Fait d'hiver de Robert Enrico
- 2000 Love me de Laetitia Masson
- 2001 Frăția lupilor (Le Pacte des loups), regia Christophe Gans
- 2001 Mischka regia Jean-François Stévenin
- 2002 L'Homme du train de Patrice Leconte
- 2007 Cădere liberă (Chute libre), regia Olivier Dorigan
- 2009 The Limits of Control regia Jim Jarmusch
- 2010 Happy Few regia Antony Cordier
- 2010 La Tête en friche regia Jean Becker
- 2011 Let My People Go! de Mikael Buch
- 2012 L'Enfant d'en haut, regia Ursula Meier
- 2013 Les Beaux Jours regia Marion Vernoux
- 2018 Pupille regia Jeanne Herry
- 2020 Un si grand soleil (foileton TV)

### Regizor și scenarist
- 1978 Passe montagne
- 1986 Double messieurs
- 2002 Mischka